# Symbiotes latus
Symbiotes latus är en skalbaggsart som beskrevs av Ludwig Redtenbacher 1849. Symbiotes latus ingår i släktet Symbiotes, och familjen svampbaggar. Arten har ej påträffats i Sverige.